# 圣朗贝尔和蒙德热
圣朗贝尔和蒙德热（法語：Saint-Lambert-et-Mont-de-Jeux，法語發音：[sɛ̃ lɑ̃bɛʁ e mɔ̃ də ʒø]）是法国阿登省的一个市镇，属于武济耶区。

## 地理
圣朗贝尔和蒙德热（49°29'53"N, 4°36'40"E）面积10.74 平方千米，位于法国大東部大區阿登省，该省份为法国北部内陆省份，西接埃纳省，南至马恩省，东临默兹省，北与比利时接壤。
与圣朗贝尔和蒙德热接壤的市镇（或旧市镇、城区）包括：阿蒂尼、沙尔博涅、拉梅、埃纳河畔里利。

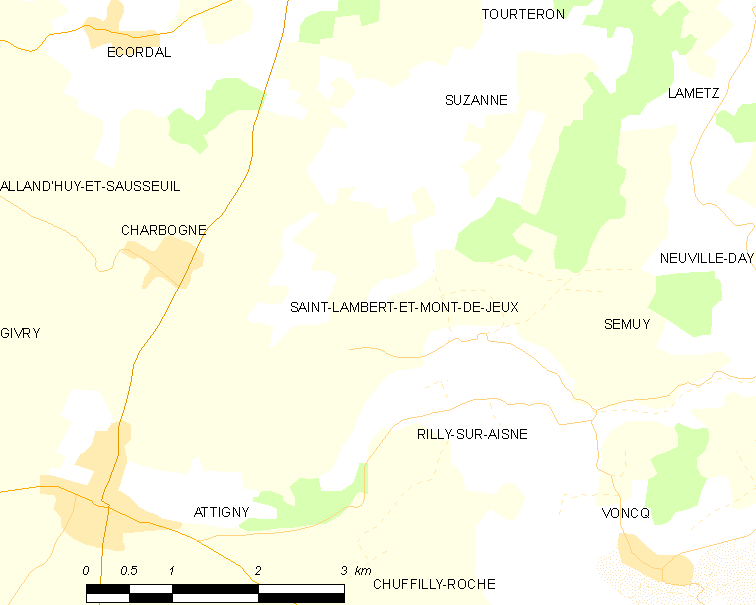
圣朗贝尔和蒙德热的OSM定位图

圣朗贝尔和蒙德热的时区为UTC+01:00、UTC+02:00（夏令时）。

## 行政
圣朗贝尔和蒙德热的邮政编码为08130，INSEE市镇编码为08384。

## 政治
圣朗贝尔和蒙德热所属的省级选区为阿蒂尼县。

## 人口

1962-2008年间圣朗贝尔和蒙德热人口变化图示

圣朗贝尔和蒙德热于2022年1月1日时的人口数量为130人。